# Werner Unger
Werner Unger (n. 4 mai 1931, Strehla, Saxonia, Germania – d. 15 martie 2002, Berlin, Germania) a fost un fotbalist ce a reprezentat Republica Democrată Germană, medaliat olimpic. A participat la o ediție a Jocurilor Olimpice (1964) în care a câștigat o medalie de bronz.

## Participări
Lista de mai jos prezintă principalele competiții la care a participat Werner Unger de-a lungul carierei.
- football at the 1964 Summer Olympics[*]